# Satz von Bendixon
Der Satz von Bendixon ist ein Resultat aus der numerischen Mathematik. Es wurde 1902 von Ivar Bendixon bewiesen. Der Satz gibt für eine Matrix {\displaystyle A\in \mathbb {K} ^{n\times n}} ({\displaystyle \mathbb {K} \in \{\mathbb {R} ,\mathbb {C} \}}) ein Gebiet in der komplexen Ebene an, in dem alle Eigenwerte der Matrix liegen. Insbesondere liefert er eine obere und untere Schranke für Real- und Imaginärteil eines Eigenwertes von {\displaystyle A}.

## Wertebereich einer Matrix
Mit dem Wertebereich {\textstyle {\mathcal {W}}(A)} einer Matrix {\textstyle A\in \mathbb {K} ^{n\times n}} bezeichnen wir die Menge aller Rayleigh-Quotienten von {\displaystyle A}:
{\displaystyle {\mathcal {W}}(A)=\{{\frac {x^{*}Ax}{x^{*}x}}\;|\;x\in \mathbb {C} ^{n}\setminus \{0\}\}=\{{\frac {x^{*}Ax}{x^{*}x}}\;|\;x\in \mathbb {C} ^{n},\|x\|_{2}=1\}}
Eigenschaftes des Wertebereichs:
- Alle Eigenwerte von {\displaystyle A} liegen in {\displaystyle {\mathcal {W}}(A)}, weil für einen Eigenvektor {\displaystyle x\neq 0}  von {\displaystyle A} der Rayleigh-Quotient {\displaystyle {\frac {x^{*}Ax}{x^{*}x}}} der entsprechende Eigenwert ist.
- {\displaystyle {\mathcal {W}}(A)} ist zusammenhängend.
- Für eine hermitesche Matrix {\displaystyle A} ist {\displaystyle {\mathcal {W}}(A)} das reelle Intervall {\displaystyle [\lambda ,\mu ]}, wobei {\displaystyle \lambda } der kleinste und {\displaystyle \mu } der größte Eigenwert von {\displaystyle A} ist.
- Für eine schiefhermitesche Matrix {\displaystyle A} ist {\displaystyle {\mathcal {W}}(A)} Teilmenge der imaginären Achse, nämlich die konvexe Hülle der Menge aller Eigenwerte von {\displaystyle A}.[2]

## Aussage des Satzes
Wir zerlegen die Matrix {\displaystyle A\in \mathbb {K} ^{n\times n}} in einen hermiteschen und einen schiefhermiteschen Summanden:{\displaystyle A={\frac {A+A^{*}}{2}}+{\frac {A-A^{*}}{2}}}. Dann sind alle Eigenwerte von {\displaystyle A} in dem Rechteck 
{\displaystyle {\mathcal {R}}={\mathcal {W}}({\frac {A+A^{*}}{2}})+{\mathcal {W}}({\frac {A-A^{*}}{2}})}
enthalten.

## Beweis
Dass {\displaystyle {\mathcal {R}}} ein Rechteck ist folgt daraus, dass {\displaystyle {\frac {A+A^{*}}{2}}} hermitesch und somit {\displaystyle {\mathcal {W}}({\frac {A+A^{*}}{2}})} ein reelles Intervall ist und daraus, dass {\displaystyle {\frac {A-A^{*}}{2}}} schiefhermitesch und somit {\displaystyle {\mathcal {W}}({\frac {A-A^{*}}{2}})} ein rein imaginäres Intervall ist.
Da alle Eigenwerte von {\displaystyle A} in {\displaystyle {\mathcal {W}}(A)} liegen, reicht es zu zeigen, dass {\displaystyle {\mathcal {W}}(A)\subseteq {\mathcal {R}}} gilt. Um das zu zeigen sei {\displaystyle x\in \mathbb {C} ^{n}} mit {\displaystyle \|x\|_{2}=1}. Dann gilt:
{\displaystyle {\begin{aligned}x^{*}Ax&=x^{*}\cdot ({\frac {A+A^{*}}{2}}+{\frac {A-A^{*}}{2}})\cdot x\\&=x^{*}\cdot {\frac {A+A^{*}}{2}}\cdot x+x^{*}\cdot {\frac {A-A^{*}}{2}}\cdot x\;\in {\mathcal {W}}({\frac {A+A^{*}}{2}})+{\mathcal {W}}({\frac {A-A^{*}}{2}})\end{aligned}}}
Damit ist der Beweis vollendet.

## Ungleichung von Bendixon (Abschätzung von Real- und Imaginärteil der Eigenwerte)
Sei {\displaystyle A=(a_{ij})} reelle Matrix und {\displaystyle \alpha ={\frac {1}{2}}\max _{1\leq i,j\leq n}|a_{ij}-a_{ji}|}. Für einen Eigenwert {\displaystyle \lambda } von {\displaystyle A} gilt:
{\displaystyle |\Im (\lambda )|\leq \alpha {\sqrt {n(n-1)}}}.
Außerdem sei {\displaystyle \mu _{0}} der kleinste und {\displaystyle \mu _{n}} der größte Eigenwert von {\displaystyle {\frac {A+A^{*}}{2}}}. Dann gilt:
{\displaystyle \mu _{0}\leq \Re (\lambda )\leq \mu _{n}}.
Diese Abschätzungen ergeben sich leicht aus obigem Satz. Für den Realteil gilt, dass er in {\displaystyle \textstyle {\mathcal {W}}({\frac {A+A^{*}}{2}})} liegt und damit (nach obigen Bemerkungen zum Wertebereich) zwischen dem kleinsten und größten Eigenwert wie angegeben. Der Imaginärteil liegt in {\displaystyle \textstyle {\mathcal {W}}({\frac {A-A^{*}}{2}})} und ist daher von der Form {\displaystyle \textstyle \langle ({\frac {A-A^{*}}{2}})x,x\rangle } mit einem Vektor {\displaystyle x} der euklidischen Norm {\displaystyle \|x\|_{2}=1}. Mit der Cauchy-Schwarzschen Ungleichung ist der Betrag des Imaginärteils also {\displaystyle \textstyle \leq \|{\frac {A-A^{*}}{2}}\|_{2}}, wobei {\displaystyle \|\cdot \|_{2}} hier die Hilbert-Schmidt-Norm ist. Da {\displaystyle \textstyle {\frac {A-A^{*}}{2}}} als schiefsymmetrische Matrix auf der Diagonalen nur Nullen hat, kann man das gegen {\displaystyle \alpha {\sqrt {n(n-1)}}} abschätzen.